# Thurston (Nebraska)
Thurston é uma vila localizada no estado americano de Nebraska, no Condado de Thurston.

## Demografia
Segundo o censo americano de 2000, a sua população era de 125 habitantes.
Em 2006, foi estimada uma população de 124, um decréscimo de 1 (-0.8%).

## Geografia
De acordo com o United States Census Bureau, a localidade tem uma área de 0,3 km², sem área coberta por água.

## Localidades na vizinhança
O diagrama seguinte representa as localidades num raio de 20 km ao redor de Thurston.